# Freescale 68HC12
68HC12（または6812やHC12と略記）は、フリースケール・セミコンダクタによる16ビットマイクロコントローラのシリーズである。元は1990年代の中頃に最初に発表されたFreescale 68HC11を拡張したアーキテクチャである。いくつかのインストラクションが拡張されているが、HC11用に記述されたプログラムは、通常はHC12と互換性がある。最初の68HC12のモデルは、最大8MHzのバス速度と、最大128kBのフラッシュメモリを備えていた。

## 68HC12のアーキテクチャ
68HC11と同様に、68HC12は2つの8ビットアキュムレータのAとB（16ビットの処理を行うときはAとBを並べて、1つの16ビットアキュムレータのDとして使用する）、2つの16ビットレジスタのXとY、16ビットのプログラムカウンタ、16ビットのスタックポインタ、8ビットのコンディション・コード・レジスタを備えている。

## 派生モデルのHCS12/MC9S12
2000年のはじめに68HC12シリーズは、最大25MHzのバス速度と最大512kBのフラッシュメモリを持つ、派生モデルのMC9S12を導入した。
フリースケールは2004年9月にMC9S12NE64を導入し、「初のシングルチップのファストイーサネット／フラッシュメモリ内蔵マイクロコントローラ」であると主張した。これは25MHzのHCS12 CPU、64kBのフラッシュEEPROM、8kBのRAM、10/100 Mbit/sのイーサーネットコントローラを備えていた。

## 派生モデルのMC9S12X
2004年に導入したMC9S12XDP512は、40MHzのバス速度と、いくつかのタスクのCPU負荷を下げることが出来る、XGATEとして知られる周辺コプロセッサに対応していた。派生のCPUであるS12Xは、性能向上のために追加された、いくつかのインストラクションが特徴である。
フリースケールは2006年5月に、S12Xシリーズを拡張して50MHzのバス速度、メモリ保護ユニット（セグメンテーションによる）、EEPROMエミュレートを提供するためのハードウェア構成に対応した、MC9S12XEP100を発表した。